# ポール・ペレズ
ポール・ペレズ（Paul Perez、1986年7月26日 - ）は、サモアのラグビーユニオン選手。

## プロフィール
- サモア・モートゥトゥア出身[1]。
- ポジションはスタンドオフ(SO)、ウィング(WTB)、センター(CTB)。
- 身長 188cm、体重 104kg
- ラグビーワールドカップセブンズ2005・ラグビーワールドカップセブンズ2013の7人制サモア代表に選ばれたことがある[2]
- サモア代表キャップは21（2025年4月現在）でラグビーワールドカップ2015のサモア代表に選ばれた[3]。

## 略歴
タラナキ、イースタン・プロヴィンス・エレファンツ、ビアリッツ・オランピック、イースタン・プロヴィンス・エレファンツ、シャークス、シャークス、トゥールーズを経て、2022年、タラナキに復帰。